# Список заслуженных тренеров СССР (санный спорт и бобслей)
Почётное спортивное звание, присваивалось в 1956—1992 годах.
В данный список включены персоналии, получившие звание «заслуженный тренер СССР» за достижения в области санного спорта и бобслея.

## 1978
За успешное выступление на чемпионате мира по санному спорту звание присвоено:
- Алексеев, Сергей Васильевич
- Тиликс, Валдис Арнольдович 1934

## 1980
- Смирнов, Валерий Николаевич

## неизв.
- Потапов М.Б.
- Силаков В.Н.
- Шредерс, Александр Михайлович (бобслей)
- Упатниекс, Роланд-Альбин Рихардович (бобслей)